# Pallacanestro Femminile Schio 2008-2009
Questa voce raccoglie le informazioni riguardanti la Famila Wüber Schio nelle competizioni ufficiali della stagione 2008-2009.

## Stagione
La stagione 2008-2009 è stata la diciassettesima consecutiva che la squadra scledense ha disputato in Serie A1.

## Verdetti stagionali
Competizioni nazionali
- Serie A1: (31 partite)

stagione regolare: 2º posto su 14 squadre (20-6);
play-off: semifinale persa contro Venezia (1-2).
- Supercoppa italiana: (1 partita)

finale persa contro Venezia (52-64).
Competizioni europee
- EuroLega: (10 partite)

stagione regolare: 5º posto su 6 squadre nel gruppo D (3-7).

## Roster
|    | Naz.                   | Ruolo | Sportivo                | Anno | Alt. |  |       |
| -- | ---------------------- | ----- | ----------------------- | ---- | ---- |  | ----- |
| 4  | Francia (bandiera)     | C     | Nicole Antibe           | 1974 | 187  |  |       |
| 5  | Italia (bandiera)      | P     | Elisabetta Moro         | 1975 | 170  |  |       |
| 6  | Stati Uniti (bandiera) | C     | Tasha Humphrey          | 1985 | 191  |  | [ 3 ] |
| 7  | Stati Uniti (bandiera) | A     | Allison Feaster         | 1976 | 181  |  |       |
| 8  | Spagna (bandiera)      | P     | Núria Martínez          | 1984 | 176  |  |       |
| 10 | Italia (bandiera)      | A     | Carolina Pantani        | 1980 | 181  |  | [ 4 ] |
| 10 | Italia (bandiera)      | P     | Chiara Pastore          | 1986 | 172  |  | [ 5 ] |
| 11 | Italia (bandiera)      | GA    | Raffaella Masciadri     | 1980 | 185  |  |       |
| 12 | Italia (bandiera)      | A     | Valeria De Pretto       | 1991 | 185  |  |       |
| 13 | Italia (bandiera)      | GA    | Masha Maiorano          | 1982 | 190  |  | [ 6 ] |
| 13 | Stati Uniti (bandiera) | AC    | Taj McWilliams-Franklin | 1970 | 188  |  | [ 7 ] |
| 14 | Italia (bandiera)      | C     | Kathrin Ress            | 1985 | 196  |  |       |
| 15 | Italia (bandiera)      | AC    | Federica Ciampoli       | 1980 | 190  |  |       |
| 20 | Italia (bandiera)      | A     | Laura Macchi            | 1979 | 188  |  |       |

## Risultati

### Supercoppa italiana
| Arbitri: | Bartoli (Trieste) Pisoni (Gorgonzola) |

|              |       |           |
| Masciadri 13 | Punti | 12 Hayden |